# Avenue Victor-Hugo (Vanves)
Pour les articles homonymes, voir Avenue Victor-Hugo.
L'avenue Victor-Hugo est une voie publique de la commune de Vanves, dans le département français des Hauts-de-Seine,.

## Situation et accès

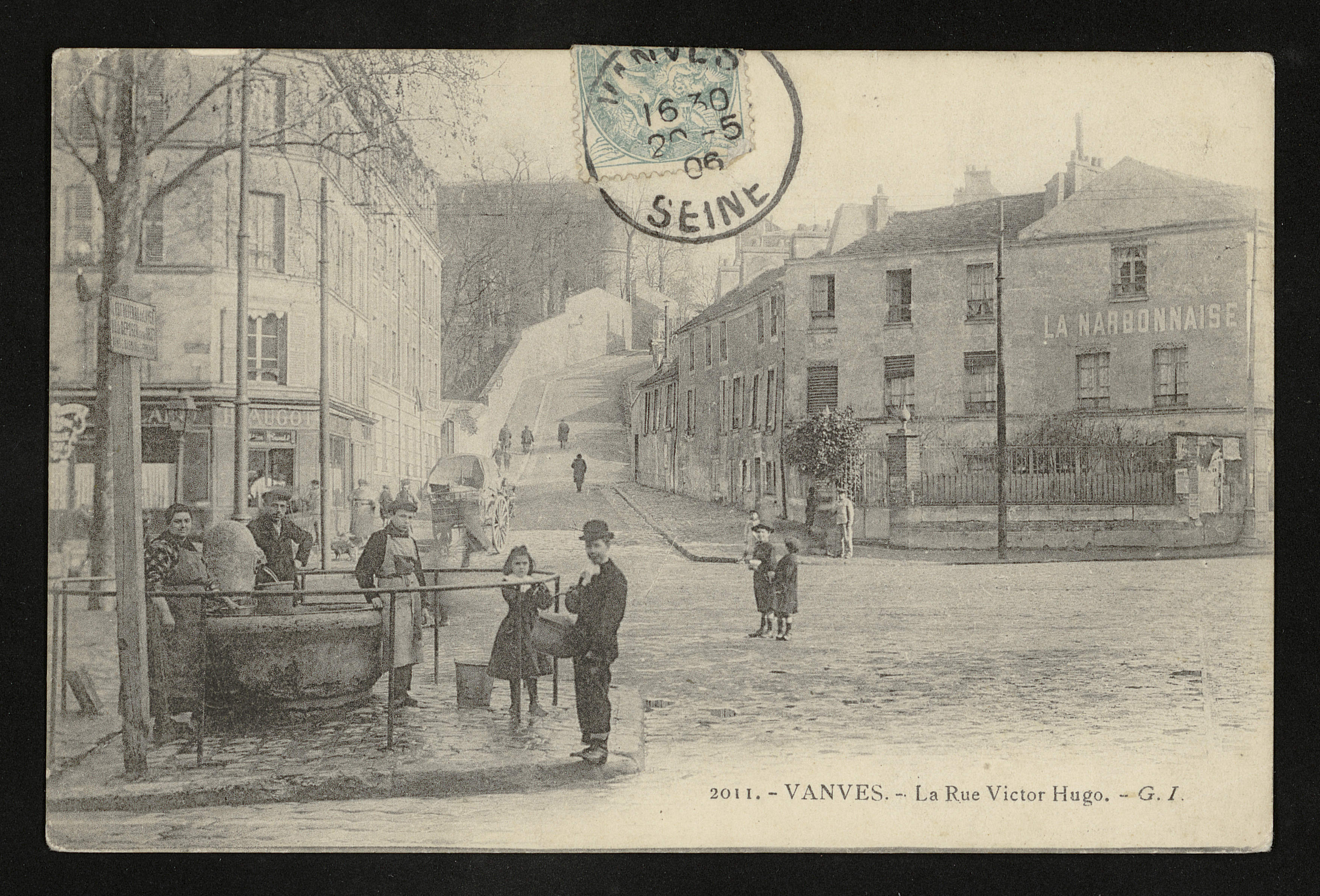
Vue de la place du Maréchal-de-Lattre-de-Tassigny.

L'avenue, orienté nord-est-sud-ouest, commence à la limite de Paris.
Elle traverse le carrefour Albert-Legris, point de rencontre de l'avenue Pasteur et de la rue Jean-Jaurès. Elle passe alors la rue Jullien et la rue Mary-Besseyre (anciennement rue Raspail).
Longeant ensuite la cité scolaire Michelet, elle se termine à la place du Maréchal-de-Lattre-de-Tassigny (anciennement place du Val), au croisement de la rue Antoine-Fratacci (anciennement rue de la Mairie), de la rue de la République et du boulevard du Lycée.

## Origine du nom
Cette avenue porte le nom de Victor Hugo (1802-1885), poète, dramaturge, écrivain et homme politique français.

## Historique

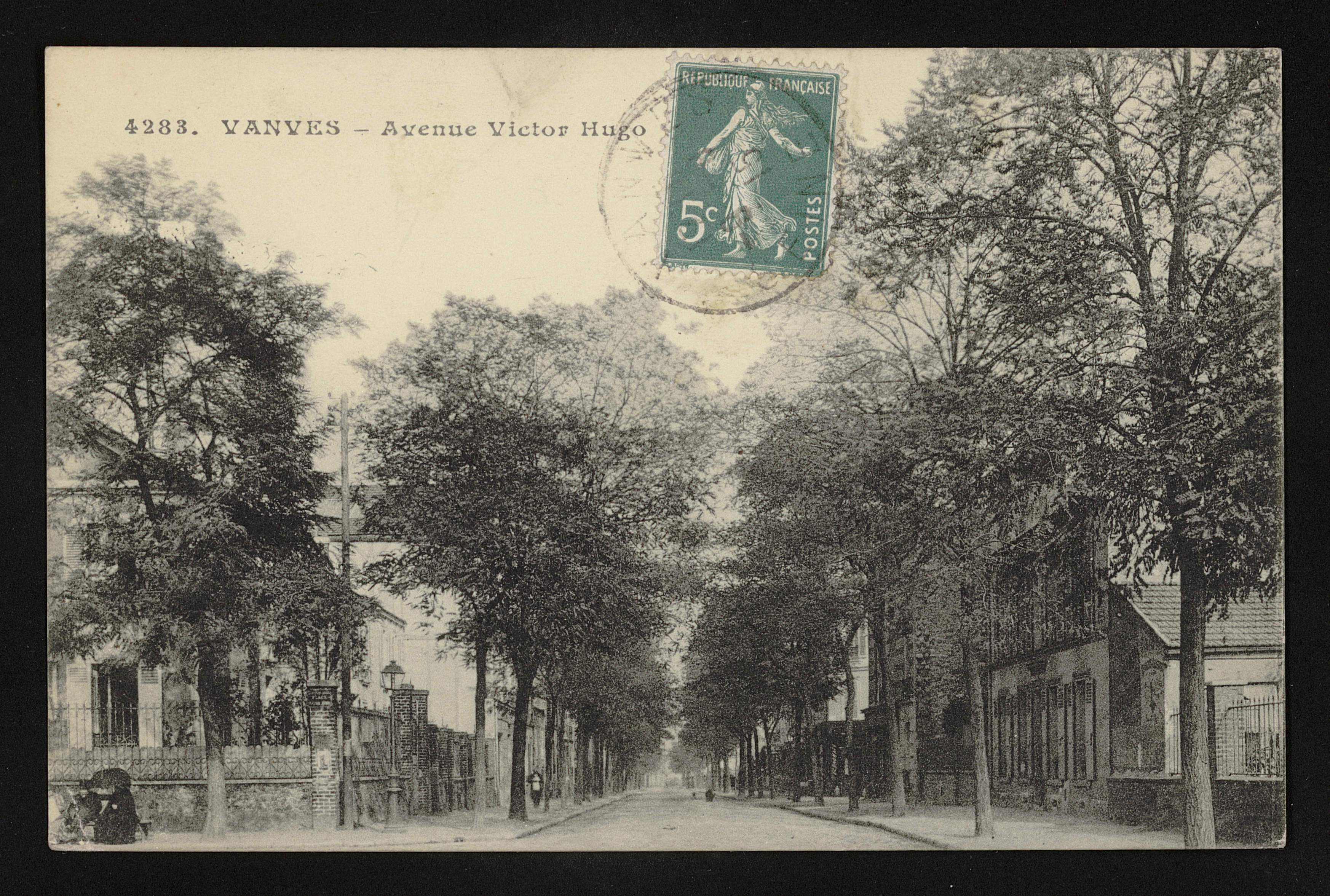
Vanves - Avenue Victor-Hugo.

Jusqu'en 1946, cette avenue aboutissait à l'avenue de la Porte-de-Plaisance.
Elle fait partie de la série photographique 6 mètres avant Paris, réalisée par Eustachy Kossakowski en 1971, qui représente les cent cinquante-neuf panneaux de signalisation entourant Paris à sa limite administrative.

## Bâtiments remarquables et lieux de mémoire
- Le poète Albert Hennequin y a habité.
- Square Jarousse.
- Paroisse Saint-Luc de l'église protestante unie de France[6].
- Lycée Michelet, dont Victor Hugo a été élève.
- L'écrivain Marguerite Duras a vécu au no 16, en 1931.